# Western & Southern Open 2012
Western and Southern Open 2012 (за назвою спонсора) — тенісний турнір, що проходив на відкритих кортах з твердим покриттям Lindner Family Tennis Center у Мейсоні (США). Це був 111-й Мастерс Цинциннаті серед чоловіків і 84-й - серед жінок. Належав до категорії Мастерс у рамках Туру ATP 2012, а також категорії Premier 5 у рамках Туру WTA 2012. Тривав з 11 до 19 серпня 2012.

## Очки і призові

### Нарахування очок
| Стадія                 | Чоловіки, одиночний розряд | Чоловіки, парний розряд | Жінки, одиночний розряд | Жінки, парний розряд |
| ---------------------- | -------------------------- | ----------------------- | ----------------------- | -------------------- |
| Чемпіон                | 1000                       | 1000                    | 900                     | 900                  |
| Фіналіст               | 600                        | 600                     | 620                     | 620                  |
| півфінал               | 360                        | 360                     | 395                     | 395                  |
| чвертьфінал            | 180                        | 180                     | 225                     | 225                  |
| 1/8 фіналу             | 90                         | 90                      | 125                     | 125                  |
| 1/16 фіналу            | 45                         | 10                      | 70                      | 1                    |
| 1/32 фіналу            | 10                         | –                       | 1                       | –                    |
| кваліфаєр              | 25                         | –                       | 30                      | –                    |
| фіналіст кваліфікації  | 16                         | –                       | 20                      | –                    |
| 1-й раунд кваліфікації | 0                          | –                       | 1                       | –                    |

### Призові гроші
| Стадія              | Чоловіки, одиночний розряд | Чоловіки, парний розряд | Жінки, одиночний розряд | Жінки, парний розряд |
| ------------------- | -------------------------- | ----------------------- | ----------------------- | -------------------- |
| Чемпіон             | $535,600                   | $165,860                | $385,000                | $110,000             |
| Фіналіст            | $262,610                   | $81,200                 | $192,000                | $55,000              |
| півфінал            | $132,165                   | $40,730                 | $96,100                 | $27,525              |
| чвертьфінал         | $67,205                    | $20,910                 | $45,750                 | $13,850              |
| 1/8 фіналу          | $34,900                    | $10,800                 | $22,060                 | $7,000               |
| 1/16 фіналу         | $18,400                    | $5,700                  | $11,300                 | $3,500               |
| 1/32 фіналу         | $9,935                     | –                       | $6,100                  | –                    |
| Фінал кваліфікації  | $2,290                     | –                       | $2,050                  | –                    |
| 1 коло кваліфікації | $1,165                     | –                       | $1,080                  | –                    |

## Учасники основної сітки в рамках чоловічого турніру

### Сіяні гравці
Посів ґрунтується на рейтингові ATP станом на 6 серпня 2012:
| Країна          | Гравець                | Рейтинг | Сіяний |
| --------------- | ---------------------- | ------- | ------ |
| Швейцарія       | Роджер Федерер         | 1       | 1      |
| Сербія          | Новак Джокович         | 2       | 2      |
| Велика Британія | Енді Маррей            | 4       | 3      |
| Іспанія         | Давид Феррер           | 5       | 4      |
| Чехія           | Томаш Бердих           | 7       | 5      |
| Аргентина       | Хуан Мартін дель Потро | 8       | 6      |
| Сербія          | Янко Типсаревич        | 9       | 7      |
| Аргентина       | Хуан Монако            | 10      | 8      |
| США             | Джон Ізнер             | 11      | 9      |
| США             | Марді Фіш              | 13      | 10     |
| Франція         | Жиль Сімон             | 14      | 11     |
| Хорватія        | Марин Чилич            | 15      | 12     |
| Україна         | Олександр Долгополов   | 16      | 13     |
| Японія          | Кей Нісікорі           | 17      | 14     |
| Німеччина       | Філіпп Кольшрайбер     | 18      | 15     |
| США             | Енді Роддік            | 20      | 16     |

### Інші учасники
Учасники, що потрапили до основної сітки завдяки вайлд-кард:
- Браян Бейкер
- Джеймс Блейк
- Ллейтон Г'юїтт
- Сем Кверрі

Гравці, що потрапили до основної сітки через стадію кваліфікації:
- Іван Додіг
- Фабіо Фоніні
- Джессі Лівайн
- Поль-Анрі Матьє
- Марінко Матосевич
- Сергій Стаховський
- Лу Єн-Сун

Такі тенісисти потрапили в основну сітку як Щасливі лузери:
- Жеремі Шарді
- Алехандро Фалья

### Відмовились від участі
- Ніколас Альмагро (травма плеча)[4]
- Хуан Карлос Ферреро (травма ступні)
- Джон Ізнер (травма спини)
- Гаель Монфіс (травма коліна)
- Рафаель Надаль (травма коліна)
- Жиль Сімон (травма плеча)
- Жо-Вілфрід Тсонга (травма коліна)
- Фернандо Вердаско (травма зап'ястка)

### Знялись
- Янко Типсаревич (вірус)
- Микола Давиденко

## Учасники основної сітки в парному розряді

### Сіяні пари
| Країна   | Гравець              | Країна     | Гравець            | Рейтинг1 | Сіяний |
| -------- | -------------------- | ---------- | ------------------ | -------- | ------ |
| Білорусь | Макс Мирний          | Канада     | Деніел Нестор      | 2        | 1      |
| США      | Боб Браян            | США        | Майк Браян         | 6        | 2      |
| Польща   | Маріуш Фирстенберг   | Польща     | Марцін Матковський | 13       | 3      |
| Швеція   | Роберт Ліндстедт     | Румунія    | Горія Текеу        | 21       | 4      |
| Індія    | Леандер Паес         | Чехія      | Радек Штепанек     | 21       | 5      |
| Індія    | Магеш Бгупаті        | Індія      | Роган Бопанна      | 28       | 6      |
| Іспанія  | Марсель Гранольєрс   | Іспанія    | Марк Лопес         | 33       | 7      |
| Пакистан | Айсам-уль-Хак Куреші | Нідерланди | Жан-Жульєн Роєр    | 33       | 8      |

- Рейтинг подано станом на 6 серпня 2012

### Інші учасники
Нижче наведено пари, які отримали вайлдкард на участь в основній сітці:
- Браян Бейкер /  Ражів Рам
- Джеймс Блейк /  Сем Кверрі

### Знялись
- Хуан Монако (травма пальця ноги)
- Янко Типсаревич (вірус)

## Учасниці основної сітки в рамках жіночого турніру

### Сіяні пари
| Країна     | Гравчиня               | Рейтинг | Сіяна |
| ---------- | ---------------------- | ------- | ----- |
| Польща     | Агнешка Радванська     | 3       | 1     |
| США        | Серена Вільямс         | 4       | 2     |
| Австралія  | Саманта Стосур         | 5       | 3     |
| Чехія      | Петра Квітова          | 6       | 4     |
| Німеччина  | Анджелік Кербер        | 7       | 5     |
| Данія      | Каролін Возняцкі       | 8       | 6     |
| Італія     | Сара Еррані            | 9       | 7     |
| Франція    | Маріон Бартолі         | 10      | 8     |
| КНР        | Лі На                  | 11      | 9     |
| Сербія     | Ана Іванович           | 12      | 10    |
| Словаччина | Домініка Цібулкова     | 13      | 11    |
| Росія      | Марія Кириленко        | 14      | 12    |
| Сербія     | Єлена Янкович          | 18      | 13    |
| Італія     | Франческа Ск'явоне     | 21      | 14    |
| Росія      | Надія Петрова          | 22      | 15    |
| Чехія      | Луціє Шафарова         | 23      | 16    |
| Росія      | Анастасія Павлюченкова | 24      | 17    |

### Інші учасниці
Учасниці, що потрапили до основної сітки завдяки вайлд-кард:
- Каміла Джорджі
- Слоун Стівенс
- Вінус Вільямс

Гравчині, що потрапили до основної сітки через стадію кваліфікації:
- Акгуль Аманмурадова
- Кікі Бертенс
- Елені Даніліду
- Кейсі Деллаква
- Андреа Главачкова
- Сесил Каратанчева
- Медісон Кіз
- Ваня Кінґ
- Юганна Ларссон
- Бетані Маттек-Сендс
- Уршуля Радванська
- Ярослава Шведова

Такі тенісистки потрапили в основну сітку як Щасливі лузери:
- Тімеа Бабош
- Анна Татішвілі

### Відмовились від участі
- Ана Іванович (травма правої ступні)
- Кая Канепі (травма ахілла) [4]
- Світлана Кузнецова (травма коліна) [4]
- Сабіне Лісіцкі (left abdominal sprain)
- Моніка Нікулеску (травма долоні) [4]
- Флавія Пеннетта (травма зап'ястка) [4]
- Андреа Петкович (травма коліна) [4]
- Марія Шарапова (шлунковий вірус) [4]
- Віра Звонарьова (хвороба) [4]

### Знялись
- Домініка Цібулкова (травма правого ліктя)
- Крістіна Макгейл (хвороба шлунково-кишкового тракту)
- Таміра Пашек (мігрень)
- Надія Петрова (запаморочення)
- Ярослава Шведова (тепловий удар)

## Учасниці основної сітки в парному розряді

### Сіяні пари
| Країна   | Гравчиня               | Країна    | Гравчиня                   | Рейтинг1 | Сіяна |
| -------- | ---------------------- | --------- | -------------------------- | -------- | ----- |
| США      | Лізель Губер           | США       | Ліза Реймонд               | 2        | 1     |
| Італія   | Сара Еррані            | Італія    | Роберта Вінчі              | 7        | 2     |
| США      | Ваня Кінґ              | Казахстан | Ярослава Шведова           | 11       | 3     |
| Росія    | Марія Кириленко        | Росія     | Надія Петрова              | 16       | 4     |
| Чехія    | Андреа Главачкова      | Чехія     | Луціє Градецька            | 18       | 5     |
| Іспанія  | Нурія Льягостера Вівес | Іспанія   | Марія Хосе Мартінес Санчес | 37       | 6     |
| США      | Ракель Копс-Джонс      | США       | Абігейл Спірс              | 39       | 7     |
| Словенія | Катарина Среботнік     | КНР       | Чжен Цзє                   | 41       | 8     |

- 1 Рейтинг подано станом на 6 серпня 2012

### Інші учасниці
Нижче наведено пари, які отримали вайлдкард на участь в основній сітці:
- Елені Даніліду /  Пен Шуай
- Єлена Янкович /  Шахар Пеєр

Нижче наведено пари, які отримали місце в основній сітці як заміни:
- Софія Арвідссон /  Джилл Крейбас
- Дарія Юрак /  Каталін Мароші

### Відмовились від участі
- Надія Петрова (запаморочення)
- Ярослава Шведова (тепловий удар)

### Знялись
- Домініка Цібулкова (травма правого ліктя)
- Пен Шуай (травма правого плеча)

## Фінальна частина

### Чоловіки. Одиночний розряд
Роджер Федерер —  Новак Джокович, 6–0, 7–6(9–7)
- Для Федерера це був 5-й, рекордний, титул у Цинциннаті. Федерер виграв турнір, не програвши жодної подачі.[5]

### Одиночний розряд. Жінки
Лі На —  Анджелік Кербер, 1–6, 6–3, 6–1
- Для Лі це був перший титул за сезон і шостий - за кар'єру.

### Парний розряд. Чоловіки
Роберт Ліндстедт /  Горія Текеу —  Магеш Бгупаті /  Роган Бопанна, 6–4, 6–4

### Парний розряд. Жінки
Андреа Главачкова /  Луціє Градецька —  Катарина Среботнік /  Чжен Цзє, 6–1, 6–3